# Kaupichthys nuchalis
Kaupichthys nuchalis är en fiskart som beskrevs av Böhlke, 1967. Kaupichthys nuchalis ingår i släktet Kaupichthys och familjen Chlopsidae. Inga underarter finns listade i Catalogue of Life.